# Represa de Incachaca
La Represa de Incachaca es una presa ubicada en el departamento de La Paz en Bolivia, la cual abastece de agua a la Zona Este y a la Zona Sur de la ciudad de La Paz. La infraestructura tiene una altura de 23 metros y una capacidad de almacenamiento de 4,2 millones de metros cúbicos de agua. En la actualidad, Incachaca es una de las represas más antiguas del país, pues su construcción comenzó a finales de la década de 1930 y fue inaugurada en el año 1940 durante el gobierno del presidente Enrique Peñaranda Castillo.

## Historia
La idea de construir la represa de Incachaca comienza a finales de la década de 1930 cuando surge la necesidad de contar con un embalse que abasteciera del líquido vital a la ciudad de La Paz. Y es así como en dicha época se inicia las obras de construcción de la represa, la cual fue finalmente inaugurada el año 1940, aunque inicialmente con una pequeña capacidad de almacenamiento de solo 500 mil metros cúbicos de agua. Posteriormente y algunos años después, se decide ampliar la represa triplicándola a 1,5 millones de metros cúbicos debido principalmente al crecimiento poblacional de la ciudad sede de gobierno de Bolivia.
Sin embargo después de 50 años (medio siglo) desde su inauguración y ante la alta demanda de agua por parte de la población paceña, el gobierno del presidente Jaime Paz Zamora decide remodelar y ampliar aún más la capacidad de almacenamiento de la represa y se la reconstruye nuevamente, siendo inaugurada finalmente el año 1990 con una capacidad de albergar 4,2 millones de metros cúbicos.

### Datos técnicos
La represa de Incachaca tiene una capacidad de almacenamiento de 4,2 millones de metros cúbicos y está construido de hormigón con una altura de 23,5 metros y una longitud de 357 metros, su superficie es de 9,11 kilómetros cuadrados.